# Santa Maria della Pace

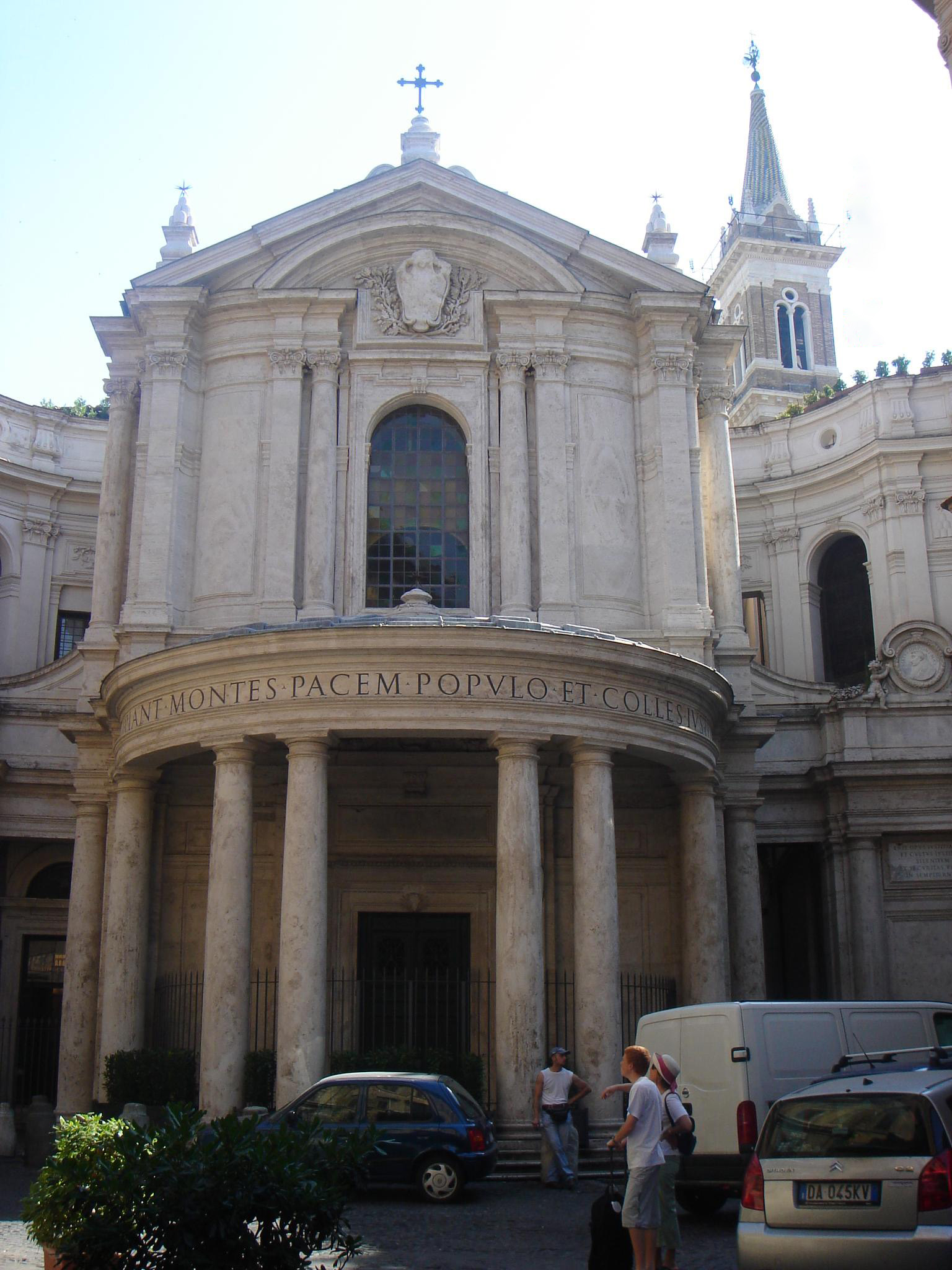
Průčelí kostela Santa Maria della Pace v Římě

Santa Maria della Pace je kostel v Římě, stojící v blízkosti Piazza Navona v okrsku Ponte.

## Historie
Současná budova byla postavena na základech původního kostela Sant Andrea de Aquarizariis roku 1482 na pokyn papeže Sixta IV. Kostel je zasvěcen Panně Marii na památku zázraku, který se údajně stal tím, že roku 1480 na tomto místě krvácel obraz Madony. Architektem byl pravděpodobně Baccio Pontelli.
V letech 1656 až 1657 nechal papež Alexandr VII. kostel přestavět Pietrem da Cortonou, který vytvořil barokní fasádu vyčnívající z jeho konkávních křídel.

## Interiér

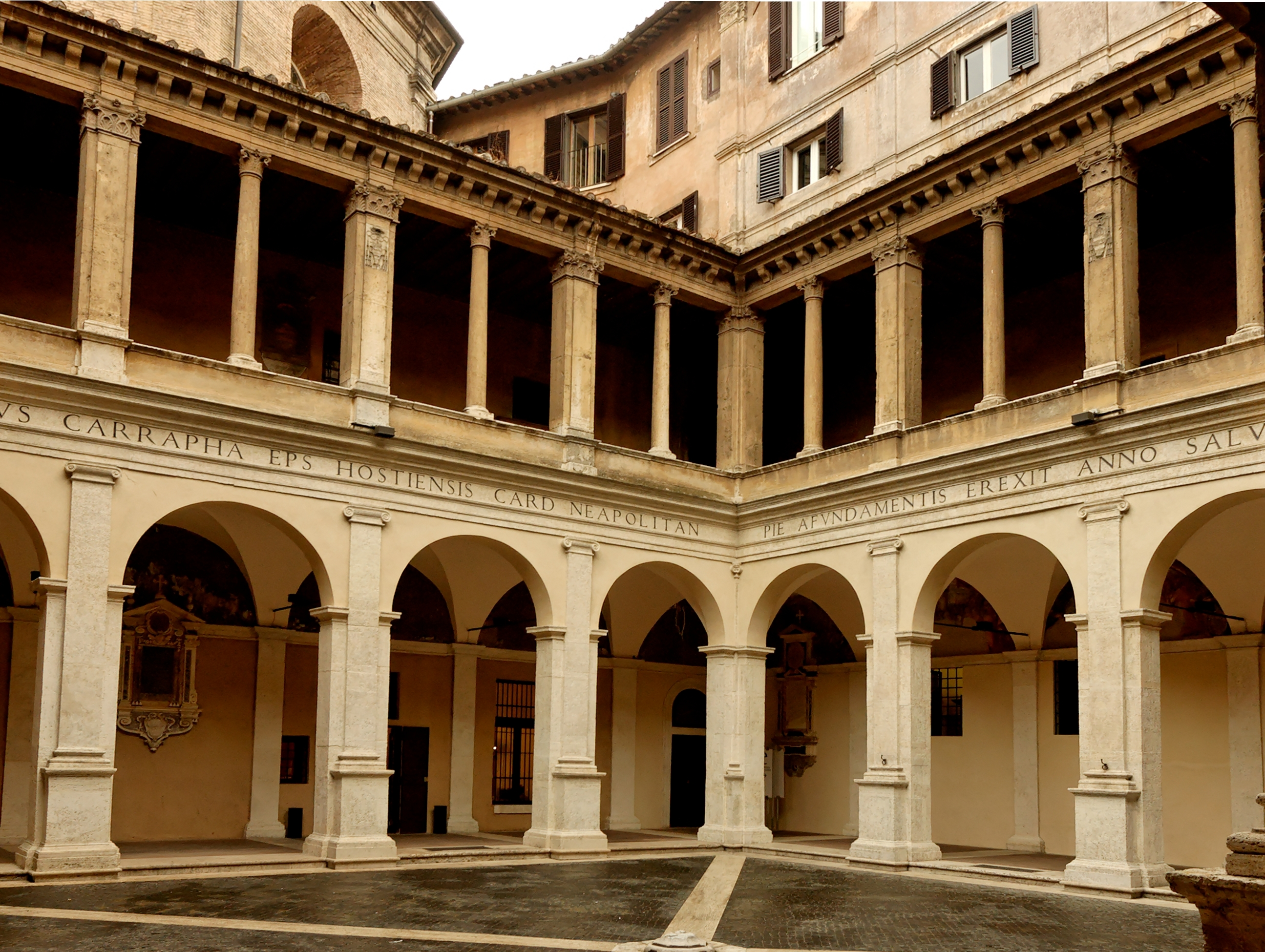
Křížová chodba architekta Donata Bramante

Interiér, do kterého se vstupuje originálními dveřmi z 15. století má krátkou hlavní loď s křížovou klenbou a tribunu zastřešenou kupolí. Carlo Maderno navrhl hlavní oltář (1614), jako vhodný rám pro ikonu Madona s dítětem. Jeho součástí jsou i sochy Míru a Spravedlnosti.
Raffael Santi namaloval, na zakázku papežského bankéře Agostina Chigi, fresku s tématem čtyř Sibyl (1514), která je nad dveřmi vedoucími ke vnitřní kapli. Ukládání do hrobu nad oltářem je od Cosima Fancelliho.
Druhá kaple napravo, kaple Cesi, byla navržena Antoniem da Sangallem mladším a má renesanční výzdobu od Simona Mosca a dvě malé fresky Stvoření Evy a Prvotní hřích od Rossa Fiorentiniho.
První kaple nalevo, kaple Ponzetti, je vymalována renesančními freskami od Baldassarra Peruzziho, který je spíše znám jako architekt. Důležitou součástí kostela je ambit (křížová chodba) podle návrhu architekta Donata Bramante. Byl postaven v letech 1500 až 1504 pro kardinála Oliviera Carafu. Byla to první Bramantova práce v Římě. Má dvě patra, první s arkádami na pilastrech, druhé s arkádami na pilastrech a sloupech.

## Tradice
Věřící páry sem přicházejí den po své svatbě, aby modlitbou požádali o mír v manželství.

## Kardinálové tituláři
- Anton Maria Salviati (1587–1600)
- Flaminio Piatti (1600–1613)
- Giacomo Serra (1615–1623)
- Alessandro d'Este (1623–1624)
- Melchior Klesl (1624–1630)
- Fabrizio Verospi (1633–1639)
- Marcantonio Franciotti (1639–1666)
- Giacomo Filippo Nini (1666–1680)
- Stefano Brancaccio (1681–1682)
- Carlo Barberini (1683–1685)
- Giacomo Fransoni (1685–1687)
- Augustyn Michał Stefan Radziejowski (1689–1705)
- Lorenzo Fieschi (1706–1726)
- Damian Hugo Philipp von Schönborn–Buchheim (1726–1743)
- Carlo Alberto Guidiboni Cavalchino (1743–1759)
- Antonio Marino Priuli (1759–1762)
- Marcoantonio Colonna (1762–1784)
- neobsazeno (1784–1789)
- Ignazio Busca (1789–1795)
- Carlo Antonio Giuseppe Bellisomi (1795–1807)
- neobsazeno (1807–1817)
- Antonio Gabriele Severoli (1817–1824)
- Carlo Maria Pedicini (1828–1832)
- Giuseppe Antonio Sala (1832–1839)
- Charles Januarius Acton (1842–1846)
- Pierre Giraud (1847–1850)
- Juan José Bonel y Orbe (1854–1857)
- Fernando de la Puente y Primo de Rivera (1862–1867)
- Juan de la Cruz Ignacio Moreno y Maisonave (1869–1884)
- Domenico Agostini (1886–1891)
- Michael Logue (1893–1924)
- Patrick Joseph O'Donnell (1925–1927)
- August Hlond (1927–1948)
- neobsazeno (1948–1953)
- Maurice Feltin (1953–1975)
- neobsazeno (1975–1979)
- Joseph Asajirō Satowaki (1979–1996)
- neobsazeno (1996–2001)
- Francisco Javier Errázuriz Ossa (od 2001)